# Radijski gumb
Radijski gumb (zamjenski gumb) (eng. radio button) je funkcijsko polje u računalnim dokumentima.

## Opis
Služi kod uzajamno isključivih odabira. U postavkama se može zadati hoće li gumb unaprijed biti označen ili ne. Oblika je kruga. Ako je označen, onda je mogućnost potvrđena i ona će se izvršiti. Ako je ostavljen prazno, ne će se izvršiti. Uobičajena oznaka je oblika crnog kružića. Korisnik može opciju uključiti i isključiti klikanjem u polje. Opis značenja po pravilu stoji tik do povrdnog okvira. Stanje potvrdnog okvira obrće se klikanjem miša u neki drugi od ponuđenih okvirića, ili uporabom tipkovnice, primjerice razmaknice. Izborom jedne mogućnosti istovremeno se isključi prijašnja. Radijskih gumbova bude najmanje dva. Bez obzira na broj gumbova, samo jedna mogućnost može biti izabrana. Radijski gumb razlikuje se od potvrdnih okvira, koji nude izbor više mogućnosti.

## Etimologija
Gumbovi su dobili ime "radijski" jer izgledom podsjećaju kao gumbovi na starinskim radijskim prjamnicima ili električnim prekidačima.

## HTML
U internetskim obrascima, element HTML-a <input type="radio"> se rabi čime dobijemo prikazani radijski gumb.
Primjeri:
```
<
form
>

    
<
input
 
type
=
"radio"
 
name
=
"season"
 
value
=
"winter"
 
checked
>
Zima
    
<
input
 
type
=
"radio"
 
name
=
"season"
 
value
=
"spring"
>
Proljeće
    
<
input
 
type
=
"radio"
 
name
=
"season"
 
value
=
"summer"
>
Ljeto
    
<
input
 
type
=
"radio"
 
name
=
"season"
 
value
=
"autumn"
>
Jesen

</
form
>

```

Skupina atributa određenih imenom. U jednoj skupini može se izabrati samo jedan radijski gumb.

## Vanjske poveznice
- A Simple Javascript Library for Styling Custom Radio Button (engleski)
- W3Schools (engleski)
- W3 HTML 4.01 Specification (engleski)
- RFC1866 (engleski)
- Sun Java Programming Tutorial (engleski)
- Radio Buttons - Microsoft Dev Center (engleski)
- Nielsen, Jakob. 27. rujna 2004. Checkboxes vs. Radio Buttons. Nielsen Norman Group (article) (engleski). [Fremont, California]. Inačica izvorne stranice arhivirana 29. kolovoza 2012. Pristupljeno 12. studenoga 2014.